# Motores de Fórmula 1
A Fórmula 1 teve ao longo de sua história uma grande variedade de mudanças nas regulamentações que afetou os motores. Isso levou ao uso de diferentes tipos de propulsores desde 1947, época em que a atual Federação Internacional de Automobilismo (FIA) se reuniu para especificar as regras que os pilotos e os monopostos deveriam obedecer. As "formulas" que limitavam a capacidade do motor tinham sido usadas nas corridas de Grandes Prêmios regularmente desde a Primeira Guerra Mundial.

## Motores atuais
A Fórmula 1 desde a temporada de 2014 utiliza motores turbocomprimidos V6 de 1600 cilindradas.
| Unidade de potência | Equipe(s)                                                                                                   |
| ------------------- | --- |
| Ferrari             | Scuderia Ferrari HP MoneyGram Haas F1 Team Stake F1 Team Kick Sauber                                        |
| Mercedes-AMG        | Mercedes-AMG Petronas Formula One Team Aston Martin Aramco Formula One Team McLaren F1 Team Williams Racing |
| Honda RBPT          | Oracle Red Bull Racing Visa Cash App Racing Bulls F1 Team                                                   |
| Renault             | BWT Alpine F1 Team                                                                                          |

## Motores anteriores
| País           | Motor                                    |
| -------------- | ---------------------------------------- |
| Itália         | Acer (motor Ferrari rebatizado)          |
| Itália         | Alfa Romeo                               |
| Reino Unido    | Alta                                     |
| Reino Unido    | Arrows (motor Hart rebatizado)           |
| Japão          | Asiatech                                 |
| Reino Unido    | Aston Martin                             |
| Itália         | ATS                                      |
| Alemanha       | Borgward                                 |
| Alemanha       | BMW                                      |
| Reino Unido    | BRM                                      |
| Reino Unido    | Bristol                                  |
| Itália         | BPM                                      |
| Reino Unido    | BRM                                      |
| França         | Bugatti                                  |
| Reino Unido    | Butterworth                              |
| Alemanha       | BWT Mercedes (motor Mercedes rebatizado) |
| Itália         | Castellotti                              |
| Reino Unido    | Climax                                   |
| Reino Unido    | Cosworth                                 |
| Itália         | De Tomaso                                |
| Alemanha       | EMW                                      |
| Reino Unido    | ERA                                      |
| Reino Unido    | European (motor Ford rebatizado)         |
| Estados Unidos | Ford                                     |
| Itália         | Fondmetal (motor Ford rebatizado)        |
| Estados Unidos | Ford Cosworth                            |
| França         | Gordini                                  |
| Reino Unido    | Hart                                     |
| Japão          | Honda                                    |
| Reino Unido    | Ilmor                                    |
| Reino Unido    | Jaguar                                   |
| Reino Unido    | JAP                                      |
| Reino Unido    | Judd                                     |
| Alemanha       | Küchen                                   |
| Itália         | Lamborghini                              |
| Itália         | Lancia                                   |
| Reino Unido    | Lea-Francis                              |
| Itália         | Life                                     |
| Itália         | Maserati                                 |
| França         | Matra                                    |
| França         | Mecachrome                               |
| Alemanha       | Megatron (motor BMW rebatizado)          |
| Itália         | Milano                                   |
| Itália         | Motori Moderni                           |
| Japão          | Mugen-Honda                              |
| Estados Unidos | Novi                                     |
| Estados Unidos | Offenhauser                              |
| Itália         | OSCA                                     |
| Itália         | Osella (motor Alfa Romeo rebatizado)     |
| Malásia        | Petronas (motor Ferrari rebatizado)      |
| França         | Peugeot                                  |
| Suíça          | Platé                                    |
| Itália         | Playlife (motor Mecachrome rebatizado)   |
| Alemanha       | Porsche                                  |
| Estados Unidos | Pratt & Whitney                          |
| Austrália      | Repco                                    |
| Suíça          | Sauber (motor Ilmor rebatizado)          |
| Estados Unidos | Scarab                                   |
| Itália         | Serenissima                              |
| França         | Simca                                    |
| Japão          | Subaru (motor Motori Moderni rebatizado) |
| França         | Supertec (motor Mecachrome rebatizado)   |
| Luxemburgo     | TAG (motor Porsche rebatizado)           |
| Luxemburgo     | TAG Heuer (motor Renault rebatizado)     |
| França         | Talbot                                   |
| Itália         | Tecno                                    |
| Itália         | Toro Rosso (motor Renault rebatizado)    |
| Japão          | Toyota                                   |
| Reino Unido    | Vanwall                                  |
| Reino Unido    | Weslake                                  |
| Japão          | Yamaha                                   |
| Alemanha       | Zakspeed                                 |